# Nicolás Molero Lobo
Nicolás Molero Lobo (Alcalá de Henares, 6 de desembre de 1870 - Barcelona, 11 de novembre de 1947) va ser un militar espanyol i Ministre de la Guerra durant la Segona República entre 1935 i 1936.

## Biografia
Membre de l'arma d'Infanteria, va participar en la Guerra hispano-estatunidenca i en la Guerra del Marroc. Era membre de la maçoneria.

### Ministre de la Guerra
Des del 14 de desembre de 1935 i fins al 19 de febrer de 1936 va estar al capdavant del Ministeri de Guerra d'Espanya en el gabinet de Manuel Portela Valladares, succeint a José María Gil-Robles. Durant aquest període, va conservar al general Franco com a cap d'Estat Major. Després de les eleccions celebrades el 16 de febrer, a mesura que s'anaven coneixent els resultats durant el dia 17, el goig popular es va desbordar entre els partidaris del Front Popular amb diversos altercats i pertorbacions de l'ordre públic. Després de tractar de persuadir en va al general Pozas, inspector general de la Guàrdia Civil perquè intervingués, Franco va persuadir Molero perquè tractés de convèncer Portela, que ja havia rebutjat les peticions de Gil-Robles en el mateix sentit, que reunís al govern per declarar l'estat de guerra. Va ser Franco el que li va donar a Molero els arguments que havia d'utilitzar amb Portela. El govern, no obstant això, només va declarar l'estat d'alarma.

### Guerra Civil
En esclatar la Guerra Civil, Molero, general de Divisió, dirigia la VII Divisió Orgànica amb seu a Valladolid. Encara que havia estat operat i es trobava en plena convalescència davant els rumors, cada vegada més intensos, d'un aixecament militar, es va incorporar al seu despatx. Els militars revoltats, dirigits pels generals Saliquet i Ponte van prendre el control de les forces militars després d'arrestar-lo el 19 de juliol, en negar-se a unir-se a la revolta. En el tiroteig que es va originar, Molero va resultar ferit. (alguns autors, com Antony Beevor afirmen incorrectament que fou afusellat).
Traslladat primer a Burgos i després al fort-presó de San Cristóbal a Pamplona, a l'agost de 1937 va ser jutjat en Consell de Guerra a Valladolid, el qual el va condemnar a tres anys i un dia de presó per un delicte de «negligència». Recorreguda la sentència, un nou procés el condemna a trenta anys de reclusió, per un delicte d'«adhesió a la rebel·lió militar». La pena li va ser commutada per Franco al març de 1938 per la de dotze anys i un dia, passant uns anys a la presó i sent apartat de l'exèrcit. El 1940 va obtenir la llibertat condicional encara que també el va perseguir el Tribunal de Responsabilitats Polítiques. Va morir de mort natural a Barcelona el 1947